# Sphaeronemoura formosana
Sphaeronemoura formosana is een steenvlieg uit de familie beeksteenvliegen (Nemouridae). De wetenschappelijke naam van de soort is voor het eerst geldig gepubliceerd in 2001 door Shimizu & Sivec.